# Disco d'oro vol. 2
Disco d'oro vol. 2 è una raccolta di Mario Merola.

## Tracce
1. Canzona 'mbriaca – 4:25
2. Carcerato – 4:12
3. Allegretto ma non troppo – 3:07
4. Acqua salata – 4:01
5. A' sciurara – 3:41
6. Chiamate Napoli 081 – 4:00
7. Passione eterna – 3:32
8. A dolce vita – 3:05
9. O treno do sole – 3:40
10. Cient appuntament – 3:39
11. Tu ca nun chiagne – 4:01
12. Malufiglio – 3:27
13. Chella ca sfronne 'e rose – 4:00
14. Guapparia – 3:46
15. Nammurato e te – 3:22
16. Pure cu mme – 3:56